# Calling Out of Context
Calling Out of Context es un álbum recopilatorio del músico estadounidense de música experimental Arthur Russell. Fue publicado el 16 de marzo de 2004 por Audika Records en los Estados Unidos y por Rough Trade Records en el Reino Unido. Casi todas las canciones incluidas en Calling Out of Context nunca se habían lanzado previamente de ninguna forma. 

## Producción
Russell grabó las canciones seleccionadas para Calling Out of Context en su casa y en varios estudios entre 1973 y 1992. Algunas de las canciones, incluida «That's Us/Wild Combination», fueron reelaboradas meticulosamente y regrabadas docenas de veces por Russell, hasta su muerte en 1992. Calling Out of Context contiene muchas pistas inéditas, incluidas varias canciones del álbum Corn desechado de Russell.
Además de cantar y escribir canciones, Russell tocó muchos de los instrumentos del álbum, incluidos el violonchelo, la percusión, la guitarra, los teclados y la voz. Muchas de las canciones presentan programación de percusión y batería de Mustafa Khaliq Ahmed, así como sintetizadores y trombón de Peter Zummo. Tanto Ahmed como Zummo fueron colaboradores de Russell durante mucho tiempo. La destacada vocalista Jennifer Warnes contribuyó cantando «That's Us/Wild Combination». Steven Hall contribuyó con la batería electrónica al álbum. 
Este fue el primer álbum lanzado por Audika Records, y se hizo después de obtener el acuerdo de licencia exclusivo con el patrimonio de Arthur Russell para publicar material inédito y agotado del vasto archivo del músico. Los productores de la compilación fueron Melissa Jones (también conocida como Melissa Zhao Jones), Steve Knutson y el antiguo socio de Russell, Tom “Sisu” Lee.

## Recepción de la crítica
Andy Beta, escribiendo para Pitchfork, le dio una calificación de 7.9 sobre 10 y dijo: “El disco demuestra que Russell es un artista cambiante cuyo único paralelo podría ser Miles Davis, colocando constantemente su sonido individual en nuevos contextos, buscando constantemente”. PopMatters escribió que “Calling Out of Context exige que el mundo haga una pausa y reconozca las contribuciones que hizo Russell a los géneros dispares de música dance, disco, dub y experimental. Su valentía absoluta al prestar su propio estilo único incluso a las combinaciones de sonido más improbables es incomparable”.
Stephen Dalton de Uncut escribió: “Los oyentes fastidiosos pueden criticar algunas repeticiones, fallas de audio e ideas sobrecargadas en estos álbumes. Pero como experiencia auditiva general, son voluptuosos, inmersivos y relajantes para el alma”. Stylus comentó que “pasado por alto criminalmente durante demasiado tiempo, Russell finalmente está obteniendo lo que le corresponde”, llamándolo “un genio, nunca para ser reconocido en su propio tiempo, sino para ser disfrutado por las generaciones venideras”.

## Lista de canciones
Todas las canciones escritas y compuestas por Arthur Russell.
1. «The Deer in the Forest Part 1» – 1:35
2. «The Platform On the Ocean» – 8:04
3. «You and Me Both» – 3:45
4. «Calling Out of Context» – 5:45
5. «Arm Around You» – 6:32
6. «That's Us/Wild Combination» – 6:58
7. «Make 1, 2» – 2:49
8. «Hop On Down» – 6:02
9. «Get Around to It» – 4:58
10. «I Like You!» – 5:01
11. «You Can Make Me Feel Bad» – 1:28
12. «Calling All Kids» – 7:15

## Créditos
Personal técnico
- Melissa Jones – producción, dirección artística
- Steve Knutson – producción, productor ejecutivo, notas del álbum
- Tom “Sisu” Lee – producción
- Ray Janos – masterización
- Killer Whale – mezclas (1, 2, 4)
- Mikel Rouse – técnico (3, 5, 6, 9–12)
- Jeanette Beckman – fotografía